# Dallas City
Dallas City – miasto w stanie Illinois w hrabstwie Henderson w Stanach Zjednoczonych.

## Demografia
- powierzchnia: 8,48 km²
- ludność: 788 (2023)